# Powiat Giżycki
Der Powiat Giżycki ist ein Powiat (Kreis) im östlichen Teil der polnischen Woiwodschaft Ermland-Masuren. Er umfasst an der Masurischen Seenplatte die Region um den Mauersee und wird im Uhrzeigersinn von den Powiaten Węgorzewo (im Norden), Gołdap, Olecko, Ełk (Lyck), Pisz (Johannisburg), Mrągowo (Sensburg) und Kętrzyn (Rastenburg) umschlossen.
Sein Gebiet ist nicht identisch mit dem früheren Kreis Lötzen. Als am 1. Januar 2002 der Powiat Węgorzewo abgetrennt wurde, verblieb die Gemeinde Kruklanki, die früher zum Kreis Angerburg gehörte, beim Powiat Giżycko.

## Gemeinden
Der Powiat umfasst sechs Gemeinden, die in Stadt-, Stadt-und-Land- und Landgemeinden unterschieden werden:
Stadtgemeinde:
- Giżycko (Lötzen):  28.964 Einwohner

Stadt-und-Land-Gemeinde:
- Ryn (Rhein): 5640 Einwohner

Landgemeinden:
- Giżycko: 8629 Einwohner
- Kruklanki (Kruglanken): 3115 Einwohner
- Miłki (Milken): 3703 Einwohner
- Wydminy (Widminnen): 6176 Einwohner